# Chasing Cars
„Chasing Cars“ je v pořadí třetí singl skupiny Snow Patrol, pocházející z jejich čtvrtého alba Eyes Open. Singl byl vydán 24. července 2006 ve Spojeném království. Tento singl dosáhl velkého úspěchu i ve Spojených státech, zejména poté, co zazněl v americkém seriálu Chirurgové (Grey's Anatomy). Singl „Chasing Cars“ se řadí mezi nejúspěšnější písně roku 2006, což dokazuje i skutečnost, že ve Spojeném království obsadil ve výroční hitparádě 2006 14. místo. Singl „Chasing Cars“ bodoval i na Slovensku, nejvýše se probojoval na 59. místo.

## Historie
Snow Patrol odprezentovali singl „Chasing Cars“ již v roce 2005 během turné k albu Final Straw. Jelikož měl singl na turné velký úspěch, členové skupiny se rozhodli, že skladbu zařadí na další album. Od té doby prošel singl „Chasing Cars“ vícerými úpravami, největší zásah se týkal textové části písně.
Gary Lightbody, frontman skupiny Snow Patrol, považuje singl „Chasing Cars“ za nejupřímnější a nejmilostnější skladbu, jakou kdy složil.
Singl „Chasing Cars“ se objevil v mnohých televizních seriálech. Za připomenutí stojí seriály One Tree Hill či Chirurgové (skladba zazněla v posledním díle II. série).

## Formáty a obsah CD singlu
- UK Promo (červenec 2006)
  1. „Chasing Cars“ [radio verze] – 4:10
  2. „Chasing Cars“ [album verze] – 4:27
- UK CD (24. červenec 2006)
  1. „Chasing Cars“ [album verze] – 4:27
  2. „It Doesn't Matter Where, Just Drive“ – 3:37
- CD pro Evropu (říjen 2006)
  1. „Chasing Cars“ [album verze] – 4:27
  2. „Play Me Like Your Own Hand“ – 4:15
  3. „It Doesn't Matter Where, Just Drive“ – 3:37
- USA Promo (červenec 2006)
  1. „Chasing Cars“ [Top 40 Edit] – 3:58
- USA iTunes singl (6. červenec 2006)
  1. „Chasing Cars" [Live in Toronto] – 4:28
- Speciální německá verze
  1. „Chasing Cars“
  2. „You're All I Have“ (live from BNN)
  3. „How To Be Dead“ (live from BNN)
  4. „Chasing Cars“ (live from BNN)

## Umístění v hitparádách
| Hitparády                                   | Nejúspešnejší umístění |
| ------------------------------------------- | ---------------------- |
| USA Billboard Hot Adult Top 40 Tracks       | 1                      |
| USA Billboard Hot 100                       | 5                      |
| USA Billboard Modern Rock Tracks            | 5                      |
| USA Billboard Pop 100                       | 6                      |
| USA Billboard Hot Adult Contemporary Tracks | 1                      |
| Evropa Top 100                              | 12                     |
| Austrálie                                   | 1                      |
| Belgie                                      | 3                      |
| Česko                                       | 3                      |
| Francie                                     | 57                     |
| Irsko                                       | 1                      |
| Lotyšsko                                    | 3                      |
| Německo                                     | 8                      |
| Nový Zéland                                 | 4                      |
| Polsko                                      | 54                     |
| Rakousko                                    | 2                      |
| Singapur                                    | 1                      |
| Slovensko                                   | 59                     |
| Spojené království                          | 6                      |
| Španělsko (iTunes)                          | 1                      |
| Švýcarsko                                   | 5                      |
| Svět                                        | 6                      |